# M22 Локаст
M22 Локаст (англ. M22 Locust, «Саранча») — лёгкий аэромобильный танк армии США периода Второй мировой войны. Спроектирован в 1941—1942 годах и производился в 1943—1944 годах. Несмотря на сравнительно большое число выпущенных машин, танк никогда не использовался войсками США в бою. 260 танков M22 были переданы по программе ленд-лиза войскам Великобритании, которые ограниченно использовали их в боях.

## История создания и производства
История M22 началась 27 февраля 1941 года на совещании, посвящённом разработке аэромобильного лёгкого танка и выбору подходящего самолёта для его перевозки. Немалый интерес к такой машине также выказал представитель британского военного ведомства. Приказом от 22 мая 1941 были сформулированы требования к новому танку, получившему обозначение T9: вес не более 7,5 тонн без экипажа и снаряжения, небольшие размеры, экипаж из 2—3 человек и вооружение, состоящее из стабилизированной в вертикальной плоскости 37-мм или 57-мм пушки и спаренного с ней пулемёта, размещённых во вращающейся при помощи электропривода башне. Заказы на разработку танка были на конкурсной основе выданы фирмам «Мармон-Херрингтон», «Дженерал моторс» и Джону Кристи, известному своими довоенными разработками в области танков. По результатам конкурса предпочтение было отдано проекту «Мармон-Херрингтон».
Первый макет нового танка был закончен в ноябре 1941 года. Последующие испытания показали его пригодность после незначительных доработок к перевозке самолётом Douglas C-54 Skymaster: башня - в грузовом отсеке самолёта, а корпус — снаружи под фюзеляжем. Первый прототип танка был готов в апреле 1942 и к маю того же года успешно прошёл испытания. В отличие от последующих серийных машин, он имел ступенчатую лобовую часть с размещёнными в ней двумя 7,62-мм пулемётами. Масса танка в процессе проектирования выросла и уже не укладывалась в требования заказчика, поэтому было решено отказаться от стабилизатора вооружения, электропривода башни и неподвижных пулемётов. В ноябре 1942 облегчённый прототип прошёл полётные испытания, по результатам которых в проект были внесены незначительные изменения.
Тем временем, с февраля 1942 велась разработка улучшенного варианта, получившего обозначение T9E1, создававшегося с учётом опыта танкостроения, полученного с началом Второй мировой войны. Новый танк отличался спрямлённым сильно наклонённым верхним лобовым листом корпуса, лучшими смотровыми приборами и изменённой формой башни. Первый прототип T9E1 был закончен в ноябре 1942 и в феврале 1943 года поступил на войсковые испытания. Второй прототип был отправлен непосредственно в Великобританию.
Разработка и постройка прототипов обошлась в 19,5 миллионов долларов.
Производство танка началось ещё до принятия его на вооружение, с апреля 1943 года и до завершения производства в феврале 1944 на заводах «Мармон-Херрингтон» было собрано 830 машин. Лишь в сентябре 1943 года танк был классифицирован как «ограниченно стандартный» и получил обозначение light tank M22.
| Год   | 1     | 2     | 3     | 4     | 5     | 6     | 7     | 8     | 9     | 10    | 11    | 12    | Всего |
| ----- | ----- | ----- | ----- | ----- | ----- | ----- | ----- | ----- | ----- | ----- | ----- | ----- | ----- |
| 1943  |       |       |       | 7     | 35    | 55    | 82    | 101   | 100   | 100   | 100   | 100   | 680   |
| 1944  | 100   | 50    |       |       |       |       |       |       |       |       |       |       | 150   |
| Всего | Всего | Всего | Всего | Всего | Всего | Всего | Всего | Всего | Всего | Всего | Всего | Всего | 830   |

## Описание конструкции
Компоновка танка с задним расположением двигателя и передним — агрегатов трансмиссии, отделение управления объединено с боевым. Экипаж M22 состоял из трёх человек — механика-водителя, наводчика и командира, выполнявшего также роль заряжающего.

### Броневой корпус и башня
M22 имел дифференцированную противопульную броневую защиту. Корпус танка собирался из катаных гомогенных броневых листов при помощи сварки. Верхняя лобовая деталь толщиной 13 мм имела рациональный угол наклона в 65° к вертикали, а выступавшая крышка люка механика-водителя, служившая также своего рода небольшой рубкой, имела толщину вертикальных стенок 25 мм. Нижняя лобовая деталь корпуса устанавливалась строго вертикально и также имела толщину 25 мм. Верхние бортовые детали имели толщину всего 10 мм, но устанавливались под углом 45°, давая большую защиту, чем строго вертикальные нижние бортовые детали толщиной 13 мм. В кормовой части корпуса борта состояли из единой вертикальной 13-мм детали. Корма корпуса изготавливалась из единой детали толщиной 13 мм, расположенной под углом 9°. Толщина днища танка составляла 13 мм, а толщина крыши — 10 мм. По бокам корпуса имелись узлы крепления для подвески под самолётом.
Двухместная башня танка изготавливалась из единой литой детали. Стенки башни имели толщину 25 мм. Лобовая часть башни была расположена под углом 30°, стенки имели наклон в 5°, а корма была строго вертикальной. Крыша башни имела толщину от 10 до 19 мм. Литая маска орудия имела толщину в 25 мм и наклон в 50°. Поворот башни осуществлялся вручную при помощи плечевого упора.
Посадка и высадка водителя осуществлялась через люк в лобовой части корпуса, а командира и наводчика — через люки в крыше башни. Ещё два люка располагались в лобовой детали корпуса и служили для доступа к агрегатам трансмиссии, а два люка в крыше моторного отделения и один люк в кормовой детали служили для доступа к двигателю.

### Вооружение
Основное вооружение M22 составляла 37-мм пушка M6, танковый вариант противотанковой пушки M3. Длина ствола орудия составляла 56,6 калибров / 2094 мм. Пушка оборудовалась телескопическим прицелом M46, полуавтоматическим вертикальным клиновым затвором с механизмом извлечения стреляной гильзы, гидравлическим тормозом отката и пружинным накатником и размещалась в спаренной с пулемётом установке M53. Углы вертикального наведения пушки составляли −10…+30°. Боекомплект пушки был ограничен малым внутренним пространством танка и составлял всего 50 унитарных выстрелов с бронебойными, осколочными и картечными снарядами.
| Боеприпасы 37-мм пушки M6                                      |              |                    |                   |                   |                               |
| Тип снаряда                                                    | Марка        | Масса выстрела, кг | Масса снаряда, кг | Масса ВВ, г       | Дульная скорость, м/с (M6/M5) |
| Бронебойный остроголовый сплошной трассирующий                 | AP M74 Shot  | 1,51               | 0,87              | —                 | 884 / 870                     |
| Бронебойный тупоголовый сплошной с баллистическим наконечником | APC M51 Shot | 1,58               | 0,87              | —                 | 884 / 870                     |
| Осколочный                                                     | HE M63 Shell | 1,42               | 0,73              | 39 г тротила      | 792 / 782                     |
| Картечь                                                        | Canister M2  | 1,58               | 0,88              | 122 стальные пули | 762 / 752                     |

| Справа: Боеприпасы пушки M3: 1. Выстрел со снарядом M51 (бронебойный остроголовый сплошной с бронебойным и баллистическим наконечниками, трассирующий) 2. Выстрел со снарядом M74 (бронебойный остроголовый сплошной, трассирующий) 3. Выстрел со снарядом M63 (осколочный) 4. Выстрел с картечью M2 |

| Таблица бронепробиваемости для M6 |    |     |     |     |      |      |
| Снаряд \ Расстояние, м | 91 | 320 | 457 | 914 | 1371 | 1828 |
| AP M74 Shot (угол встречи 0°) |    |     | 36  |     |      |      |
| AP M74 Shot (угол встречи 20°) |    |     |     | 25  |      |      |
| APC M51 Shot (угол встречи 0°) |    |     | 61  |     |      |      |
| APC M51 Shot (угол встречи 20°) |    |     |     | 53  |      |      |
| APC M51 Shot (угол встречи 30°, гомогенная броня) | 63 | 58  | 53  | 46  | 40   | 35   |
| APC M51 Shot (угол встречи 30°, поверхностно-закалённая броня) |    |     | 46  | 40  | 38   | 33   |
| Следует помнить, что в разное время и в разных странах использовались различные методики определения бронепробиваемости. Как следствие, прямое сравнение с аналогичными данными других орудий часто оказывается невозможным. |    |     |     |     |      |      |

В спаренной с пушкой установке размещался 7,62-мм пулемёт «Браунинг» M1919A4 с боекомплектом в 2500 патронов. Для самообороны экипажа танки оснащались тремя пистолетами-пулемётами M3 калибром 11,43 мм, 450 патронами к ним и 12 ручными гранатами.

### Средства наблюдения и связи
M22 был оборудован сравнительно совершенными приборами наблюдения за полем боя. Командир обладал двумя перископическими приборами наблюдения M6, ещё одним таким же прибором оснащалось место механика-водителя. Наводчик осуществлял обзор при помощи перископического прибора M8. Кроме того, в крышке люка механика-водителя имелась закрывавшаяся бронезаслонкой смотровая щель. Для внешней связи танки оборудовались радиостанцией SCR 510, размещавшейся в кормовой нише башни.

### Двигатель и трансмиссия
Как и большинство танков США, M22 оборудовался авиационным мотором. Горизонтально-оппозитный 6-цилиндровый карбюраторный двигатель воздушного охлаждения «Лайкоминг» 0-435T имел рабочий объём 7,11 л и развивал мощность в 162 л. с. при 2800 об/мин.
Трансмиссия танка состояла из многодискового главного фрикциона сухого трения, карданного вала, четырёхступенчатой синхронизированной коробки передач, дифференциала и снабжённых ленточными тормозами однорядных бортовых передач.

### Ходовая часть
Ходовая часть M22 была типична для танков США того времени. Четыре одиночных обрезиненных опорных катка с каждой стороны корпуса были сгруппированы попарно в тележки, подвешенные на вертикальных буферных пружинах. Необрезиненный ленивец большого диаметра имел аналогичную подвеску и был опущен до уровня земли, исполняя роль пятого опорного катка. Такая конструкция увеличивала площадь соприкосновения гусеницы с землёй, улучшая сцепление и помогая лучше распределить нагрузку. Верхняя часть гусеницы поддерживалась с каждого борта двумя маленькими обрезиненными поддерживающими катками. Ведущие колёса — передние, зацепление гусениц — цевочное. Гусеница стальная, мелкозвенчатая, двухгребневая, состоящая из 102 траков на борт, шириной 286 мм.

## Модификации
Серийные M22 не имели модификаций, но в ходе производства конструкция танка незначительно изменялась. Более поздние машины отличаются наличием фальшбортов над верхней частью гусениц и изменённой формой люка механика-водителя.

### T9E2
Разрабатывавшийся с ноября 1943 года проект оснащения M22 81-мм казнозарядным миномётом T24E1 с поршневым затвором на месте 37-мм пушки. Из-за невысокого приоритета работы по проекту продвигались медленно, а с окончанием Второй мировой были и вовсе свёрнуты.

## Состоял на вооружении
- США.
- Великобритания — 260 танков по программе ленд-лиза[13].
- Бельгия — некоторое количество танков, полученных после войны от Великобритании[14].
- Египет — 26 танков, полученных от Бельгии[14].
- Израиль — 3 египетских машины, захваченных во время Арабо-израильской войны в 1948 году[15].

## Боевое применение
В 1943—1944 годах единственным транспортным самолётом США, способным поднять в воздух M22, был C-54. При этом для транспортировки приходилось снимать с танка башню, перевозившуюся в грузовом отсеке, тогда как корпус подвешивался под фюзеляжем. Это исключало возможность транспортировки M22 непосредственно на поле боя, поэтому, несмотря на немалое количество выпущенных машин, в войсках США танк использовался исключительно для учебно-тренировочных целей. Лишь в самом конце войны у США появился транспортный самолёт C-82, способный перевозить собранный M22.
Британцы получили по программе ленд-лиза 260 M22, прозванных в войсках «Локаст» (англ. Locust, «Саранча»). Часть из них англичане оснастили коническими адаптерами для ствола «Литлджон» и дымовыми гранатомётами. В отличие от США, у Великобритании имелся транспортный планер «Гамилькар», способный перевозить танк в собранном виде. Тем не менее, за всю войну в бою M22 применялись ими лишь однажды (по другим данным, «Локасты» применялись также во время высадки в Нормандии). В переправе через Рейн в ходе операции «Варсити», 24 марта 1945 года, принимали участие 12 «Локастов» 6-го воздушно-десантного разведывательно-бронетанкового полка. Из-за плотного зенитного огня до цели добралась лишь половина из них, которые, тем не менее, сумели оказать ценную поддержку десантникам.
После войны, некоторое количество M22 англичане передали Бельгии, которая в свою очередь, передала часть из них Египту, где они находились в строю до 1956 года. Во время Арабо-израильской войны 1947—1949 годов, несколько «Локастов» были захвачены израильтянами, и три из них использовались Армией обороны Израиля до 1952 года.

## Оценка машины

### Конструкция
M22 с его нетипично широким и низким для американских машин корпусом стал самым компактным серийным танком США. С другой стороны, хотя такое решение и повышало защищённость танка, он отличался крайней теснотой, а жёсткие ограничения по весу повлекли за собой отказ от многих важных элементов.

### Боевое применение
Хотя M22 применялись в бою в роли авиадесантных танков всего однажды, они сумели показать высокую эффективность в этом качестве. Доставляясь транспортным планером непосредственно на поле боя, M22 являлся превосходным средством качественного усиления десанта, хотя в условиях налаженной ПВО противника большие и медлительные планеры являли собой лёгкую цель и многие танки гибли, ещё не добравшись до поля боя. Пусть и слишком слабая для борьбы с танками или укреплениями противника, 37-мм пушка всё ещё могла довольно эффективно поражать бронеавтомобили, орудия или пулемётные точки, хотя её осколочное действие всё равно было недостаточным. Бронирование M22 в лобовой плоскости надёжно защищало танк от крупнокалиберного пулемёта, но с бортов и кормы танк поражался им без особого труда. От специализированных же противотанковых средств M22 был практически беззащитен, хотя бронирование лобовой части башни и имело некоторый шанс отразить снаряды 37-мм пушки.

### Аналоги
Из-за специфического назначения, M22 сложно сравнивать с другими лёгкими танками. Единственными серийными аэромобильными танками в те годы были британские Mk.VII «Тетрарх» и Mk.VIII «Гарри Гопкинс». В сравнении с первым, M22 превосходит его по большинству показателей, при примерно равных подвижности и вооружении будучи значительно компактнее и защищённее. Mk.VIII несколько превосходит M22 в толщине брони, но на этом его преимущества и заканчиваются, так как британский танк на тонну тяжелее, значительно больше в размерах и менее подвижен. Кроме того, оба английских танка были вооружены 40-мм пушкой QF 2 pounder, в боекомплекте которой, в отличие от 37-мм пушки танка M22, отсутствовали осколочно-фугасные снаряды. Учитывая совершенно недостаточные на 1944—1945 год противотанковые характеристики пушек такого калибра, основной задачей подобных M22 танков являлась бы поддержка пехоты, а к этой роли орудия британских машин из-за отсутствия осколочно-фугасного снаряда были непригодны.

## Где можно увидеть
- США — несколько M22, находящихся как в музеях, так и в руках частных коллекционеров и реставраторов.
- Великобритания — один M22 в танковом музее в Бовингтоне.
- Бельгия — один M22 в Королевском военном музее.
- Израиль — один M22 в Негбе. Танк находится на открытом воздухе и в плохом состоянии.

## В компьютерных играх
M22 Locust представлен в ММО-игре «World of Tanks», как премиумный лёгкий танк III-го уровня США.
M22 Locust представлен в ММО-игре
«World of Tanks Blitz», как премиумный лёгкий танк III-го уровня США.
M22 Locust представлен в ММО-игре «War Thunder», как лёгкий танк I-го ранга США.